# ورزشگاه المپیک برلین

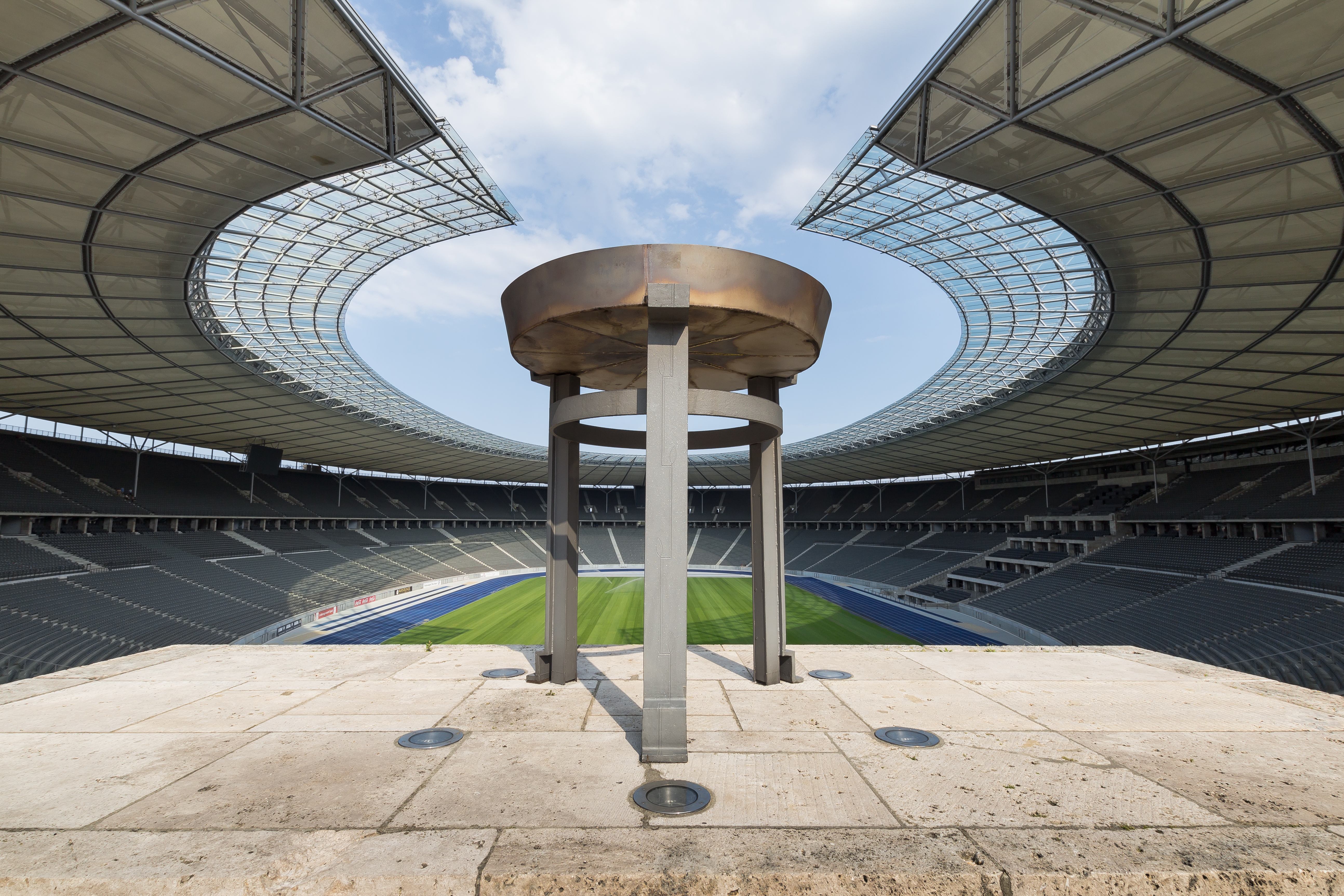
ورزشگاه المپیک برلین

ورزشگاه المپیک برلین (به آلمانی: Berlin Olympiastadion) یک ورزشگاه در شهر برلین آلمان است که ۷۴٬۴۷۵ نفر ظرفیت دارد. این ورزشگاه ۳ دوره میزبان المپیک بوده است.
ابتدا در مکان کنونی این ورزشگاه، ورزشگاهی برای بازی‌های المپیک تابستانی ۱۹۱۶ ساخته شد (آن بازی‌ها به علت جنگ جهانی اول، برگزار نشدند). اما ورزشگاه کنونی برای بازی‌های المپیک تابستانی ۱۹۳۶ ساخته شد و در همان بازی‌ها نیز افتتاح شد. معماری آن کار ورنر ماخ است.
جدا از پیشینهٔ غنی این ورزشگاه در بازی‌های المپیک، به عنوان ورزشگاه فوتبال نیز شناخته شده‌است و ورزشگاه خانگی تیم فوتبال هرتابرلین به‌شمار می‌آید.
ورزشگاه المپیک میزبان سه بازی در جام جهانی فوتبال ۱۹۷۴ بود و در جام جهانی فوتبال ۲۰۰۶ هم میزبان شش بازی و من‌جمله بازی فینال بود. فینال جام حذفی آلمان نیز هر سال همین‌جا برگزار می‌شود.
المپیک تابستانی ۱۹۳۶ و اتفاقات معروفی مثل طلا گرفتن جسی اوونز نیز در همین ورزشگاه رخ داد.
این ورزشگاه میزبان فینال لیگ قهرمانان ۲۰۱۵ و فینال یورو ۲۰۲۴ نیز بوده‌است.